# Leányvásár (film, 1941)
A Leányvásár egy 1941-es rendezésű fekete-fehér, magyar romantikus vígjáték Szeleczky Zita és Sárdy János főszereplésével, melyet Podmaniczky Félix rendezett. A film forgatókönyvét Babay József írta Jacobi Viktor világhírű, Leányvásár című operettjének szövegkönyve alapján.

## Szereplők
| Színész           | Szerep                  |
| ----------------- | ----------------------- |
| Szeleczky Zita    | Gergely Lucy            |
| Sárdy János       | Dr. Haday Péter         |
| Kiss Manyi        | Biri                    |
| Latabár Kálmán    | Kázmér                  |
| Vaszary Piri      | Karola                  |
| Bilicsi Tivadar   | Dr. Kiss                |
| Mihályffy Béla    | Gergely János           |
| Makláry Zoltán    | Dr. Vincze              |
| Tompa Sándor      | A falu bírája           |
| Sárosy Andor      | Panama-gyanus úr        |
| Földényi László   | Válóperes bíró          |
| Fáy Béla          | Bíró                    |
| Hidassy Sándor    | Ruhát kölcsönző paraszt |
| Harasztos Gusztáv | Anyakönyvvezető         |
| Pataky Miklós     |                         |
| Bata Erzsi        |                         |
| Marsovszky Lívia  |                         |
| Gonda György      |                         |
| Sugár Lajos       |                         |
| Szőreghy Gyula    |                         |